# Чжан Есуй
Чжан Есуй (кит. 张业遂; род. 1 октября 1953, Тяньмэнь, Хубэй, КНР) — китайский дипломат, посол.
Окончил Пекинский университет иностранных языков.
В 1975—1976 годах обучался в Лондонской школе экономики.
В 1976—1982 годах сотрудник посольства КНР в Великобритании.
В 1982—1988 годах сотрудник департамента интернациональных организаций и конференций МИД КНР.
В 1988—1992 годах в составе постоянной миссии КНР при ООН.
В 1992—1996 годах сотрудник департамента интернациональных организаций и конференций МИД КНР.
В 1996—2000 годах гендиректор Протокольного департамента МИД КНР.
В 2000—2003 годах помощник министра иностранных дел КНР.
В 2003—2008 годах заместитель министра иностранных дел Китая.
В 2008—2010 годах постоянный представитель Китая при ООН, являлся председателем Совета Безопасности ООН.
В 2010—2013 годах посол Китая в США (верительная грамота вручена 29.03.2010).
С 2013 года заместитель министра иностранных дел Китая.
Женат на Чэнь Найцин, имеет дочь. Его супруга Чэнь была в 2003—2007 годах послом КНР в Норвегии, а также представляла КНР на шестисторонних переговорах по ядерной программе КНДР.